# Österrike i olympiska vinterspelen 2002
Österrike deltog i olympiska vinterspelen 2002. Österrikes trupp bestod av 90 idrottare varav 71 var män och 19 var kvinnor. Den yngsta av Österrikes deltagare var Oliver Setzinger (18 år, 214 dagar) och den äldsta var Martin Schützenauer (39 år, 240 dagar). 

## Medaljer

### Guld
- Alpin Skidåkning
  - Fritz Strobl - Störtlopp, herrar
  - Stephan Eberharter - Storslalom, herrar
- Längdskidåkning
  - Christian Hoffmann - 30 km, herrar

### Silver
- Alpin skidåkning
  - Renate Götschl - Kombinerad, damer
  - Stephan Eberharter - Super-G, herrar
- Skeleton
  - Martin Rettl -  herrar
- Längdskidåkning
  - Mikhail Botvinov - 30 km, herrar

### Brons
- Skidskytte
  - Wolfgang Perner - 10 km, herrar
- Alpin skidåkning
  - Stephan Eberharter - Störtlopp, herrar
  - Andreas Schifferer - Super-G, herrar
  - Benjamin Raich - Slalom, herrar
  - Benjamin Raich - Kombinerad, herrar
  - Renate Götschl - Störtlopp, damer
- Nordisk kombination
  - Felix Gottwald - Individuell, herrar
  - Felix Gottwald - Sprint, herrar
  - Michael Gruber, Christoph Bieler, Mario Stecher och Felix Gottwald - Lag, herrar
- Rodel
  - Markus Prock - singel, herrar